# Sidney Altman

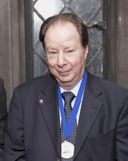
Sidney Altman (2012)

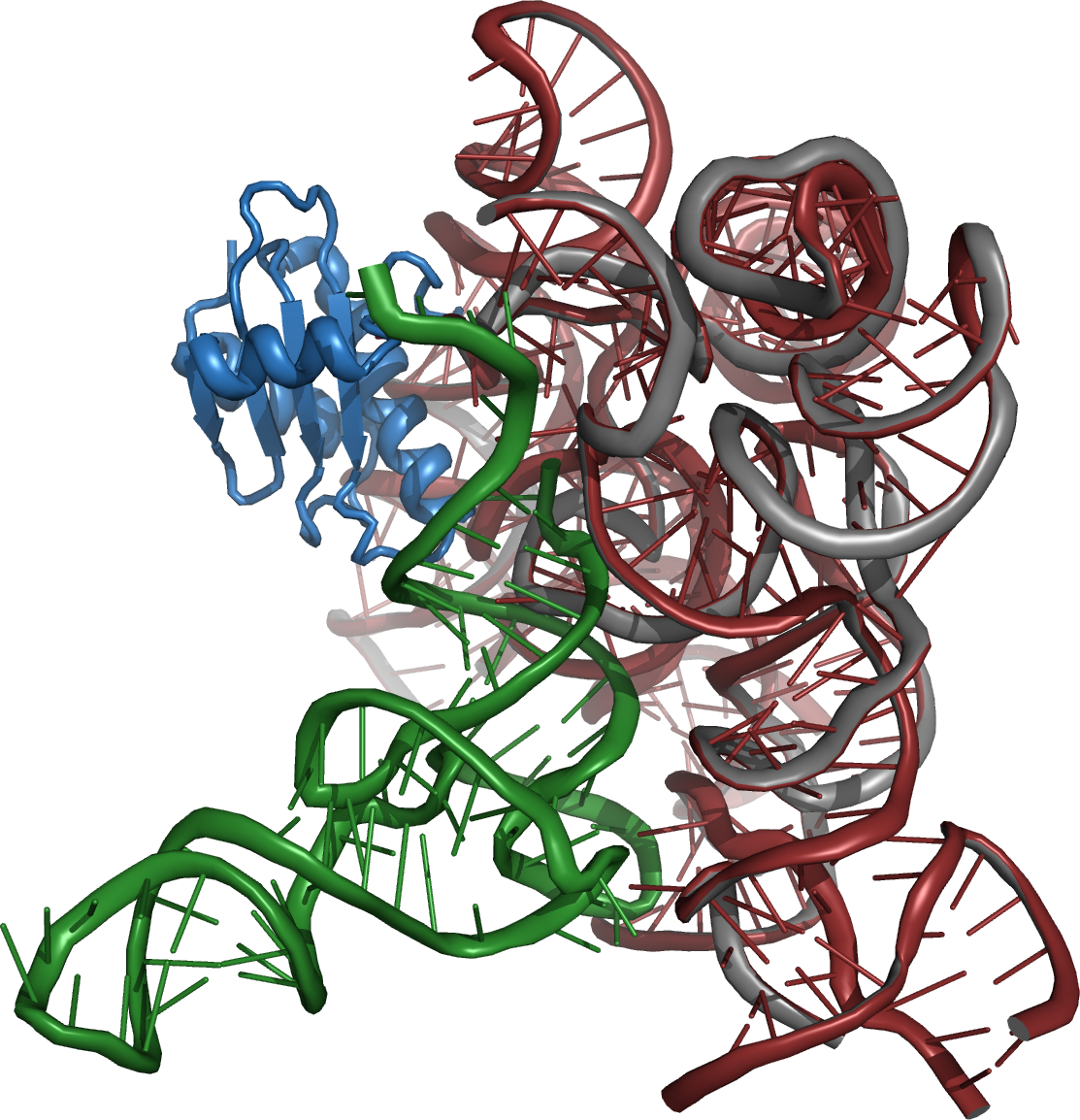
Kristallstruktur von RNase P mit tRNA-Substrat (grün)

Sidney „Sid“ Altman (* 7. Mai 1939 in Montreal, Kanada; † 5. April 2022 in Rockleigh, New Jersey) war ein kanadischer Physiker und Biochemiker. Er erhielt zusammen mit Thomas R. Cech 1989 den Nobelpreis für Chemie für die Aufdeckung der katalytischen Eigenschaften von RNA.

## Leben
Sid Altman wuchs als Kind einer Immigrantenfamilie auf und studierte Physik am Massachusetts Institute of Technology, später Biophysik an der University of Colorado, wo er 1967 promoviert wurde. Später wurde er Professor an der Yale University. 1987 wurde er Fellow der American Association for the Advancement of Science, 1988 wurde er in die American Academy of Arts and Sciences gewählt. 1990 wurde er in die National Academy of Sciences der USA und in die American Philosophical Society aufgenommen. 2016 erhielt er die Lomonossow-Goldmedaille der Russischen Akademie der Wissenschaften, deren auswärtiges Mitglied er 2019 wurde.
Seine bahnbrechenden Forschungen zur RNA begannen am Medical Research Council Laboratory of Molecular Biology von Francis Crick und Sydney Brenner in Cambridge, UK.
Bei der Untersuchung der komplizierten Prozessfolge, in der unter Mitwirkung von sechs RNA-Molekülen die codierte Information der DNA zur Herstellung der entsprechenden Proteine führt, entdeckte Altman das Enzym RNase P, welches die Endstücke von einem der intermediären RNA-Moleküle abspaltet. Nach zehn Jahren Forschungsarbeit konnte Altman nachweisen, dass das untersuchte Enzym nicht wie üblich ein Protein war, sondern eine Kombination eines RNA-Stücks und eines Proteins. Dabei war das RNA-Stück wesentlich für die spezifische katalytische Wirkung.